# Otto III Paleolog
Otto III Paleolog (ur. ok. 1361, zm. 16 grudnia 1378) – markiz Montferratu w latach 1372-1378. 

## Życiorys
Był synem  Jana II Paleologa i Izabeli z Majorki (córki Jakuba III, ostatniego króla Majorki). W grudniu 1361 został zaręczony z 4-letnią córką Galeazzo II Viscontiego - Marią. Jego braćmi byli: Jan III Paleolog i Teodor II Paleolog. 